# ФК ПКБ
ФК ПКБ је фудбалски клуб из из Падинске Скеле, Београд, Србија. Клуб је основан 1950. и тренутно се такмичи у Београдској зони, четвртом такмичарском нивоу српског фудбала.
ПКБ је у сезони 2010/11. заузео 2. место у Београдској зони и тако прошао у виши ранг, Српску лигу Београд.

## Новији резултати
| Сезона   | Ранг | Лига                | Позиција | ИГ | Д  | Н  | П  | ГД | ГП | ГР  | Бод | Куп                  |
| -------- | ---- | ------------------- | -------- | -- | -- | -- | -- | -- | -- | --- | --- | -------------------- |
| 2006/07. | 3    | Српска лига Београд | 15.      | 34 | 9  | 8  | 17 | 41 | 53 | -12 | 35  | Није се квалификовао |
| 2007/08. | 4    | Београдска зона     | 2.       | 34 | 19 | 9  | 6  | 49 | 29 | +20 | 66  | Није се квалификовао |
| 2008/09. | 3    | Српска лига Београд | 15.      | 30 | 7  | 8  | 15 | 25 | 40 | -15 | 29  | Није се квалификовао |
| 2009/10. | 4    | Београдска зона     | 5.       | 34 | 14 | 10 | 10 | 43 | 28 | +15 | 52  | Није се квалификовао |
| 2010/11. | 4    | Београдска зона     | 2.       | 34 | 20 | 10 | 4  | 53 | 21 | +32 | 70  | Није се квалификовао |
| 2011/12. | 3    | Српска лига Београд | -        | -  | -  | -  | -  | -  | -  | -   | -   | -                    |